# Pavel Stankevich
Pavel Stankevich (ukrainisch Pavlo Stankevych; * 19. Dezember 1990 in Wuhledar) ist ein ukrainischer Zirkus-Artist. Er war Teilnehmer der Show Das Supertalent und Bronzemedaillengewinner beim Festival Mondial du Cirque de Demain in Paris.

## Biographie
Pavel Stankevich wurde in eine Bergbaufamilie geboren. Im Alter von 14 Jahren ging er in ein Zirkusstudio, wo sich seine akrobatischen Fähigkeiten manifestierten.
Von 2006 bis 2010 studierte er an der Kiewer Akademie für Varieté und Zirkuskunst. Im Januar 2011 gewann er beim 32. Internationalen Zirkusfestival „Mondial du Cirque Demain“ in Paris eine Bronzemedaille. Nach dem Festival begann seine Karriere als Artist. Von 2011 bis 2013 arbeitete er in GOP Varieté Essen und im GOP Varieté-Theater Hannover. 2015 arbeitete er für den Cirque du Soleil in der Scalada Storya Show und im Folgenden bei Harald Wohlfahrt Palazzo in Stuttgart. Von 2017 bis 2018 war er bei Schuhbecks Teatro engagiert und im Jahr 2019 im Wintergarten. 2019 trat er in Las Vegas mit Spiegelworld in der Atomic Salon Show unter der Regie von Cal Mccrystal auf.

## Talentshow
Im Jahr 2014 nahm er an der deutschen TV-Show Das Supertalent teil, 2015 war er Gast in der spanischen Reality-Show „Eso lo Hago Yo“. 2016 nahm er an der italienischen TV-Show „Tu Si que Vales“ teil.
Im Jahr 2020 wurde er dank eines Videos im Internet, in dem er seine Kunst demonstriert, zur Ellen DeGeneres Show eingeladen.